# Chisak
Chisak è un'isola disabitata delle isole Andreanof, nell'arcipelago delle Aleutine, e appartiene all'Alaska (USA). Misura 1 km di lunghezza e si trova all'imboccatura della baia che si trova nella parte meridionale dell'isola di Little Tanaga.
Ha preso il nome di Cape Chisak (51°46′24″N 176°09′17″W), l'estrema punta meridionale di Little Tanaga.